# Nils Gunnartz

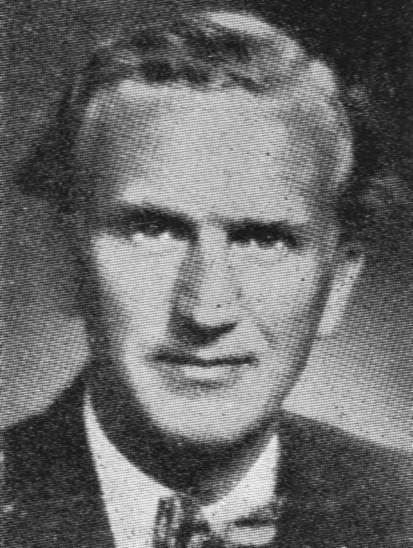
Nils Gunnartz.

Nils Harald Gunnartz, född 27 april 1913 i Kågeröds församling, Malmöhus län, död 2 maj 1963, var en svensk arkitekt.

## Biografi

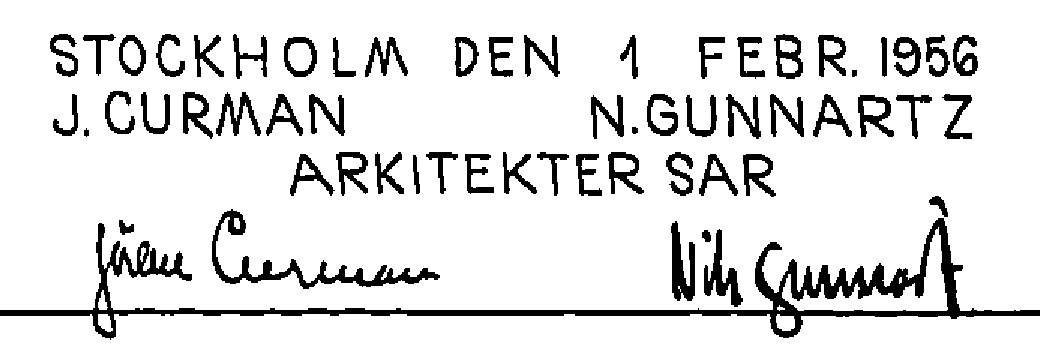
Curman & Gunnartz 1956

Gunnartz studerade vid KTH:s arkitektavdelning mellan 1940 och 1943. Före sin studietid praktiserade han hos bland andra Ivar Tengbom (1929–1932), Ture Wennerholm (1934–1938), Wolter Gahn (1938–1939) samt på HSB: s arkitektkontor (1939–1949) och Södersjukhusets arkitektkontor (1940–1941). Mellan 1941 och 1943 var han anställd vid KFAI. Efter sin examen från KTH blev han assistent vid Länsarkitektkontoret i Uppsala (1943–1944). Efter 1944 var han under några år anställd som arkitekt vid Uddeholms AB där även hans framtida partner, Jöran Curman, var verksam. 1953 öppnade han egen arkitektverksamhet.
Han utformade bland annat bostadsområdena Strandliden i Hässelby strand i Stockholm (1956–1957) samt bebyggelsen med centrumanläggning i Skärsätra på Lidingö (1962–1966), båda i samarbete med Jöran Curman under namnet Curman & Gunnartz. Kontoret ritade även Oxhagen i Örebro och Västra Orminge i Boo i Nacka kommun, de båda senare under 1960-talets senare del. Tillsammans med Curman stod han även för formgivningen av svenska generalkonsulatet i Mariehamn som stod klar för inflyttning 1955.
Curman & Gunnartz är fortfarande verksam under namnet Brunnberg & Forshed arkitektkontor.

## Bilder, arbeten (urval)

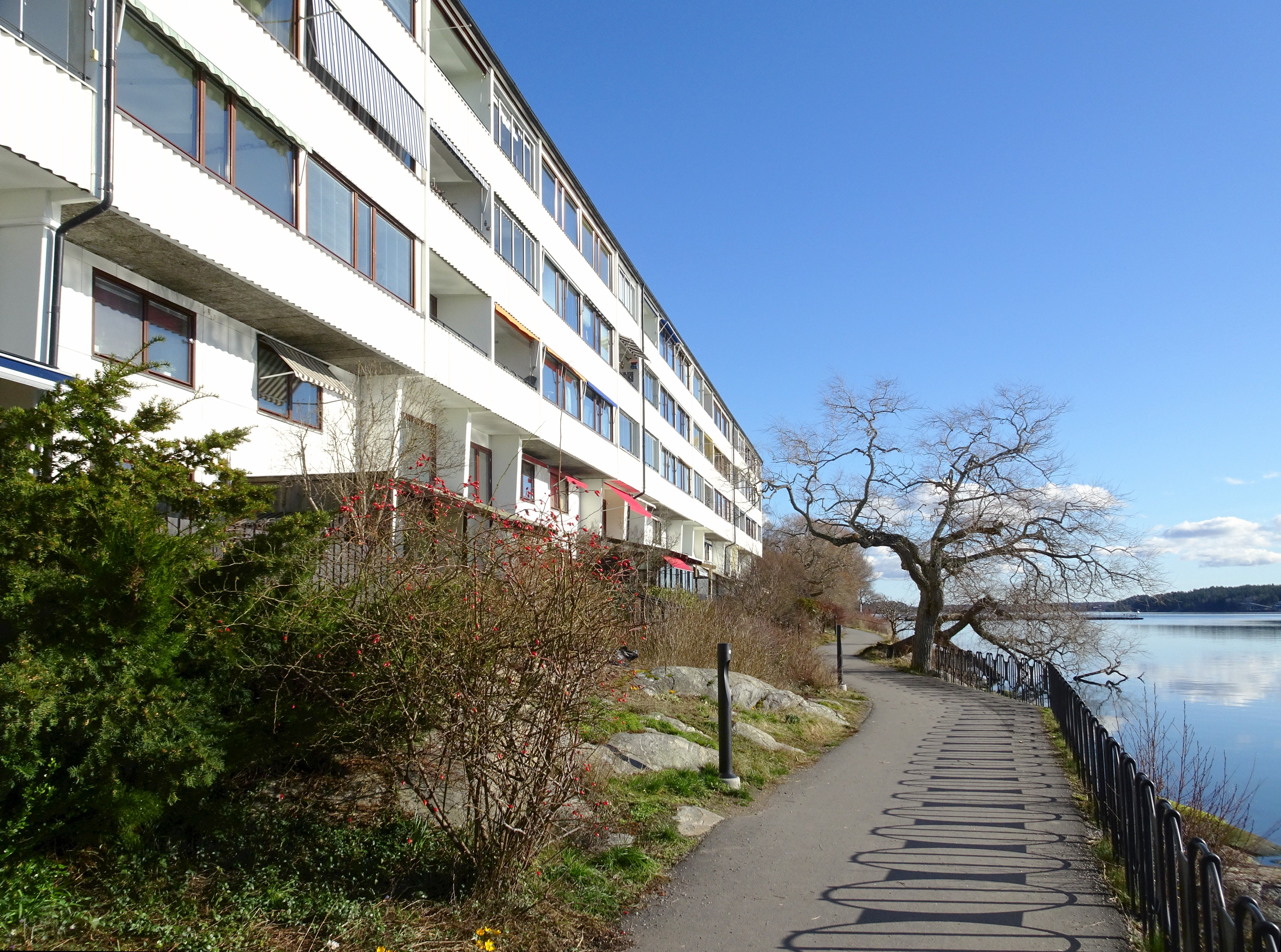
Strandliden (längan i kvarteret Tornkammaren).
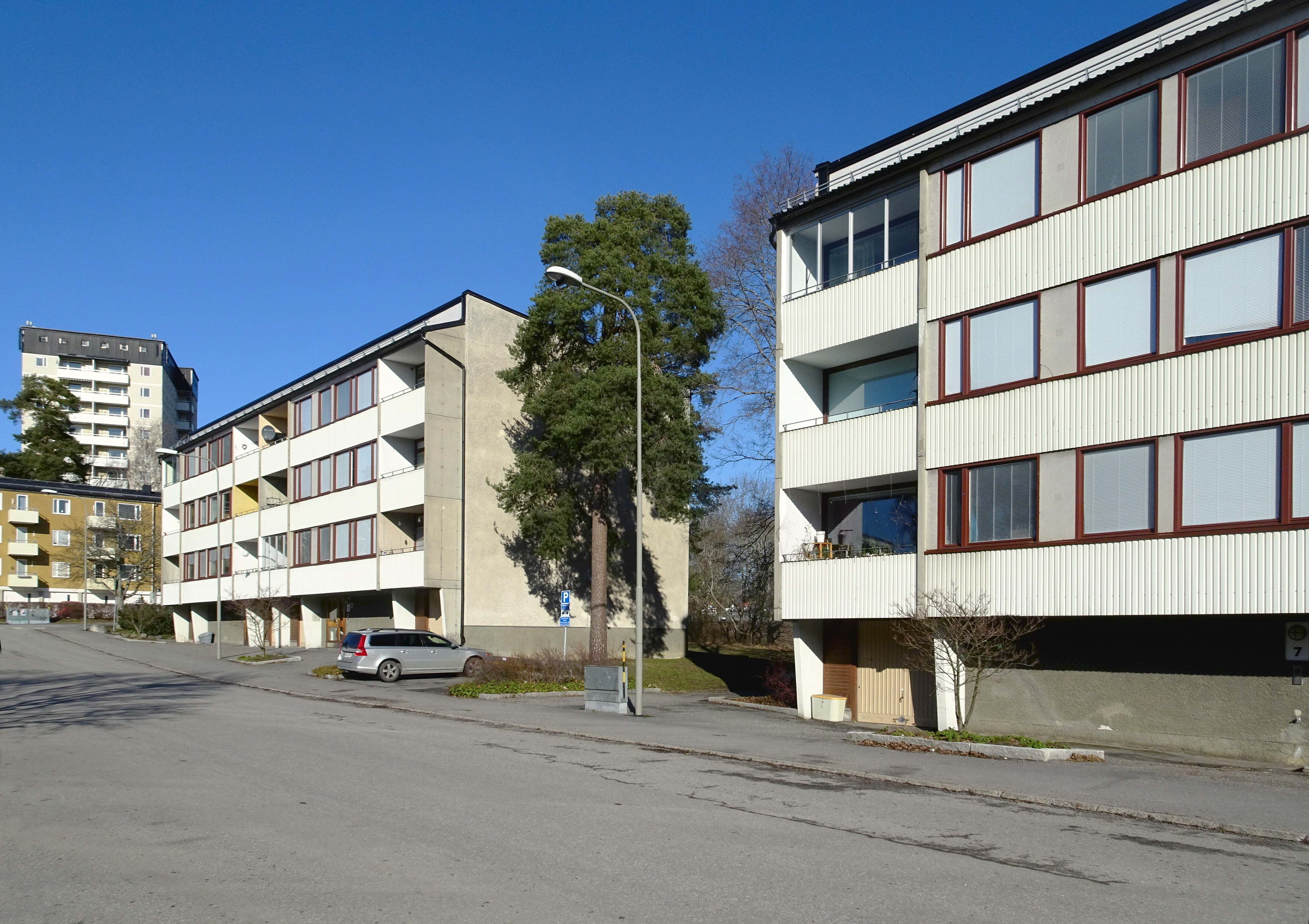
Strandliden (längor i kvarteret Schackbrädet).
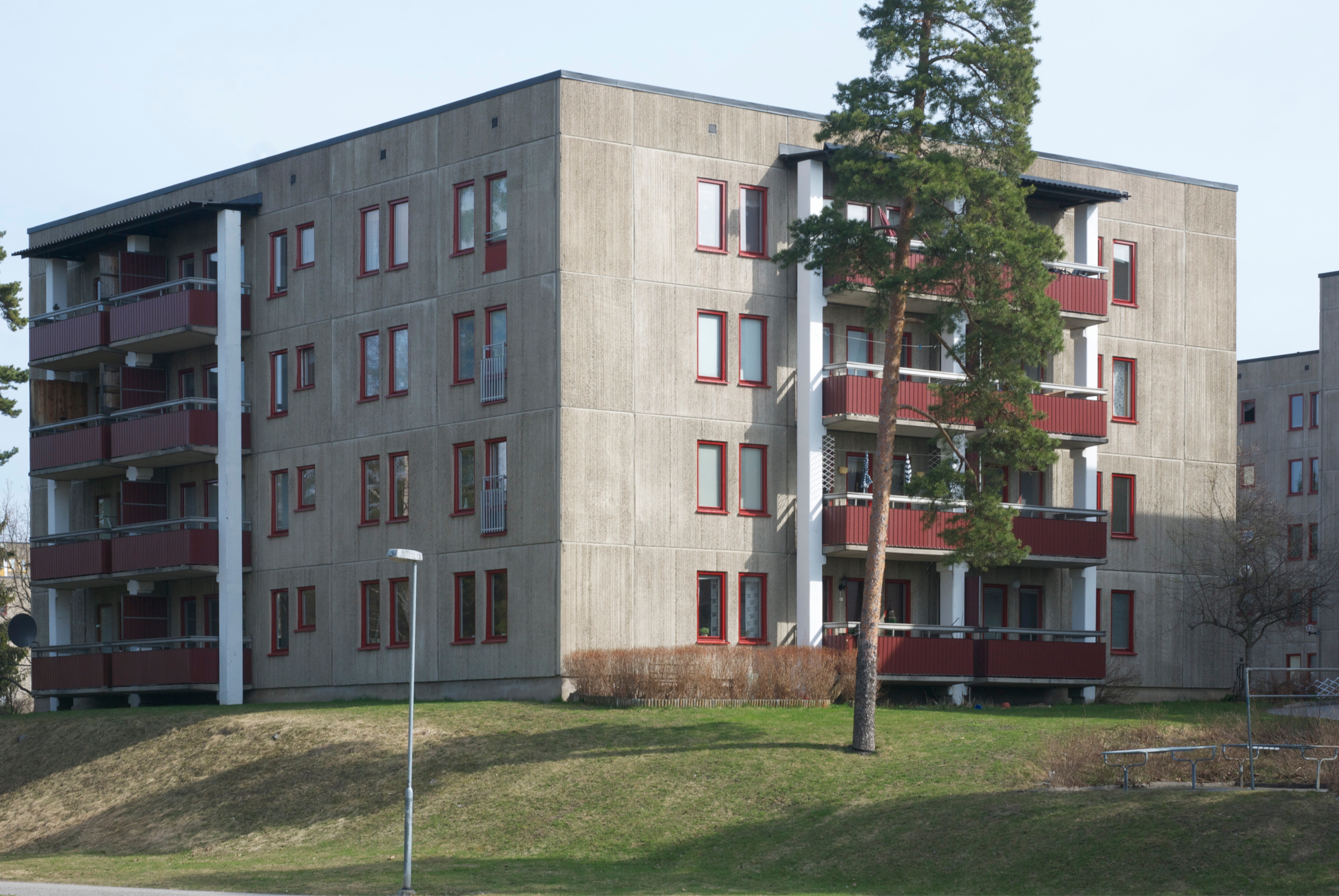
Västra Orminge.
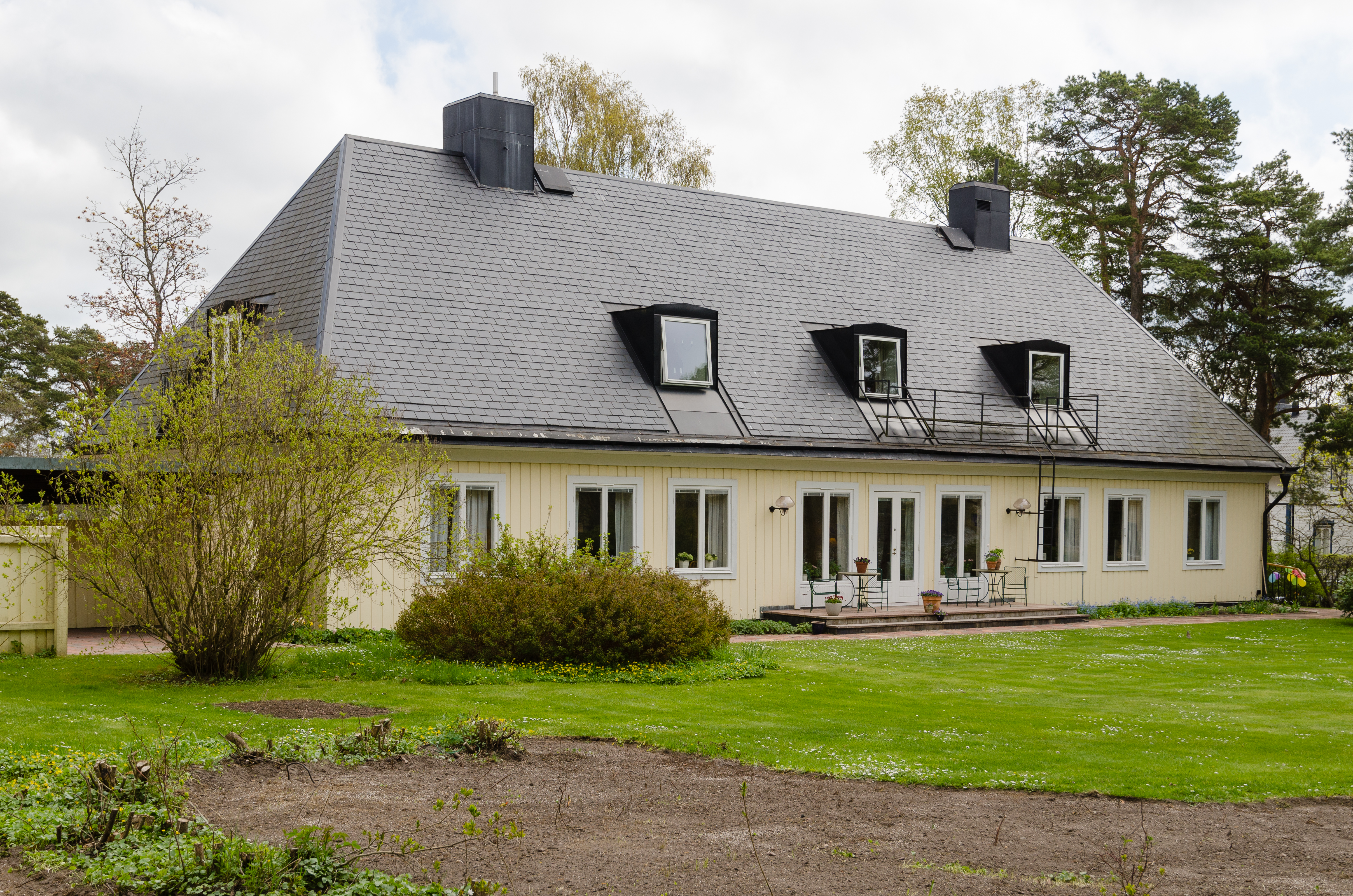
Sveriges generalkonsulat i Mariehamn.